# Gojira - Final Wars
Gojira - Final Wars (ゴジラ FINAL WARS?, Gojira - Fainaru Wōzu) è un film del 2004, diretto da Ryūhei Kitamura.
Si tratta del ventottesimo film dedicato a Godzilla e si celebrano i cinquant'anni del Re dei Mostri. Per questo motivo l'episodio, oltre ad essere sostanzialmente un remake de Gli eredi di King Kong (sono presenti quattordici mostri della Toho Studios più il Godzilla americano creato da Roland Emmerich) è anche una somma di tutta la saga di Godzilla.
Gran parte della colonna sonora è stata realizzata e composta da Keith Emerson, rock star leader degli Emerson, Lake & Palmer.
A differenza degli altri film dell'era Millennium, quest'ultimo episodio annulla gli avvenimenti del film originale, il Godzilla del film è infatti proprio quello del 1954, che invece di morire a causa dell'Oxygen Destroyer viene congelato in Antartide.

## Trama
In Antartide, alcuni anni prima degli eventi del film, Godzilla viene fatto cadere dentro un pozzo di ghiaccio da un sottomarino volante col muso a trivella, il Gotengo (già visto in Atragon, film di Ishirō Honda del 1963). A causa di ciò, Godzilla finisce in ibernazione.
Nel 2004 l'umanità vive un periodo pacifico: grazie all'attività dell'EDF (Earth Defence Force), munito di armi supertecnologiche come un'intera flotta di Gotengo e di soldati dotati di superpoteri, i mostri che assalivano il mondo da tempo hanno smesso di essere un problema. L'ultimo ad essere distrutto dal Gotengo è il serpente marino Manda (anch'esso visto in Atragon), annientato con il cannone Zero Assoluto.
Improvvisamente, in superficie, avviene un simultaneo attacco di tutti i mostri conosciuti vivi (eccetto Godzilla): Rodan è a New York, Zilla (il Godzilla americano) a Sydney, Anguirus a Shanghai, Re Sisar ad Okinawa, Kamacuras a Parigi, Kumonga in Arizona ed Ebirah nel Tokai.
Si scoprirà che la causa di tutto è la razza aliena degli Xiliens (visti in L'invasione degli astromostri, del 1965) che ha aizzato tutti i Kaijū contro gli umani con un radiocontrollo, riuscendo così a sterminare l'EDF.
Un gruppo di sopravvissuti, formato dalla stessa squadra che ibernò Godzilla, decide di liberare quest'ultimo per usarlo contro gli altri mostri. Gigan, arcinemico di Godzilla, viene mandato al Polo Sud per fermare il Gotengo, che riesce comunque a risvegliare Godzilla. Gigan lo attacca ma finisce decapitato dal mostro radioattivo, che rivolge la sua attenzione al Gotengo.
L'equipaggio ne approfitta per farsi seguire da Godzilla nelle varie parti del mondo dove sono apparsi i mostri.
Godzilla sconfigge in successione Zilla, Kumonga, Kamacuras, Rodan, Anguirus, King Caesar, Hydrax ed Ebirah.
Inoltre un bambino, insieme a suo nonno, incontra uno smarrito Minilla e lo aiuta a seguire il padre durante i suoi scontri.
Nel frattempo il gruppo superstite dell'EDF attacca l'astronave degli alieni e dopo una dura battaglia spaziale (che ricorda moltissimo le battaglie di Guerre stellari) riesce a sconfiggere gli Xiliens e a distruggere l'astronave.
Intanto sulle rovine di Tokyo Godzilla si scontra con il Mostro X, mentre appare Mothra che affronta Gigan tornato integro e potenziato. Mothra si trova in difficoltà e si sacrifica per eliminare Gigan che viene decapitato e stavolta distrutto per sempre.
Godzilla e il Mostro X si rivelano alla pari, finché il mostro alieno si tramuta nel terribile Keizer Ghidorah, simile al nemico di sempre King Ghidorah, che mette in difficoltà Godzilla.
Ma il Gotengo interviene per salvare il difensore della Terra trasmettendogli una quantità enorme di energia.
Godzilla come da copione lancia Keizer Ghidorah nello spazio sopra la stratosfera e con un Final Ray fa fuori l'antagonista, poi attacca anche il Gotengo.
Ma proprio allora arriva Minilla, che si frappone tra il padre e gli umani convincendolo ad andarsene pacificamente.
Godzilla si allontana in mare con il figlio ritrovato.

## Produzione
I mostri Manda, Mothra, Zilla, Kamacuras e Kumonga sono stati creati in computer grafica.
In alcuni Stock footage, presi da film precedenti si possono notare: Varan, Gaira, Baragon, Gezora, Titanosaurus, Mechagodzilla e Megaguirus.
Originalmente dovevano apparire Ganime, Megalon, Gorosaurus, Kiryu e King Ghidorah ma sono stati sostituiti rispettivamente da Ebirah, Hedorah, Zilla, il Gotengo e il Mostro X/Keizer Ghidorah.
I kaiju Anguirus, Rodan, King Caesar e Kumonga vengono lasciati vivi da Godzilla.
Esiste un finale alternativo cancellato: quando Godzilla si avvicina al Gotengo, Minilla non arriva in tempo e Godzilla distrugge il Gotengo con un raggio atomico causando un'enorme esplosione.

## Sequel
Contrariamente a quanto si potrebbe pensare dal titolo, che lascia intendere a un'ultima apparizione del mostro, la Toho ha annunciato di ritirarsi provvisoriamente dal mercato cinematografico con Godzilla per un periodo di 5-10 anni in modo da dedicarsi ad altro materiale, confermando l'eventualità di un altro episodio per il periodo 2013-14 in modo da coincidere con il 60º anniversario della serie. Nel 2014 è stato realizzato negli Stati Uniti un nuovo film del mostro atomico dove egli combatte contro i terribili M.U.T.O. (Massive Unidentified Terrestrial Organism). In seguito al successo del remake americano, la Toho ha confermato l'inizio della produzione di un nuovo film di godzilla, uscito nel 2016, ovvero Shin Godzilla.

## Accoglienza
Il film ha un punteggio del 50% su Rotten Tomatoes.